# Reckingen-Gluringen

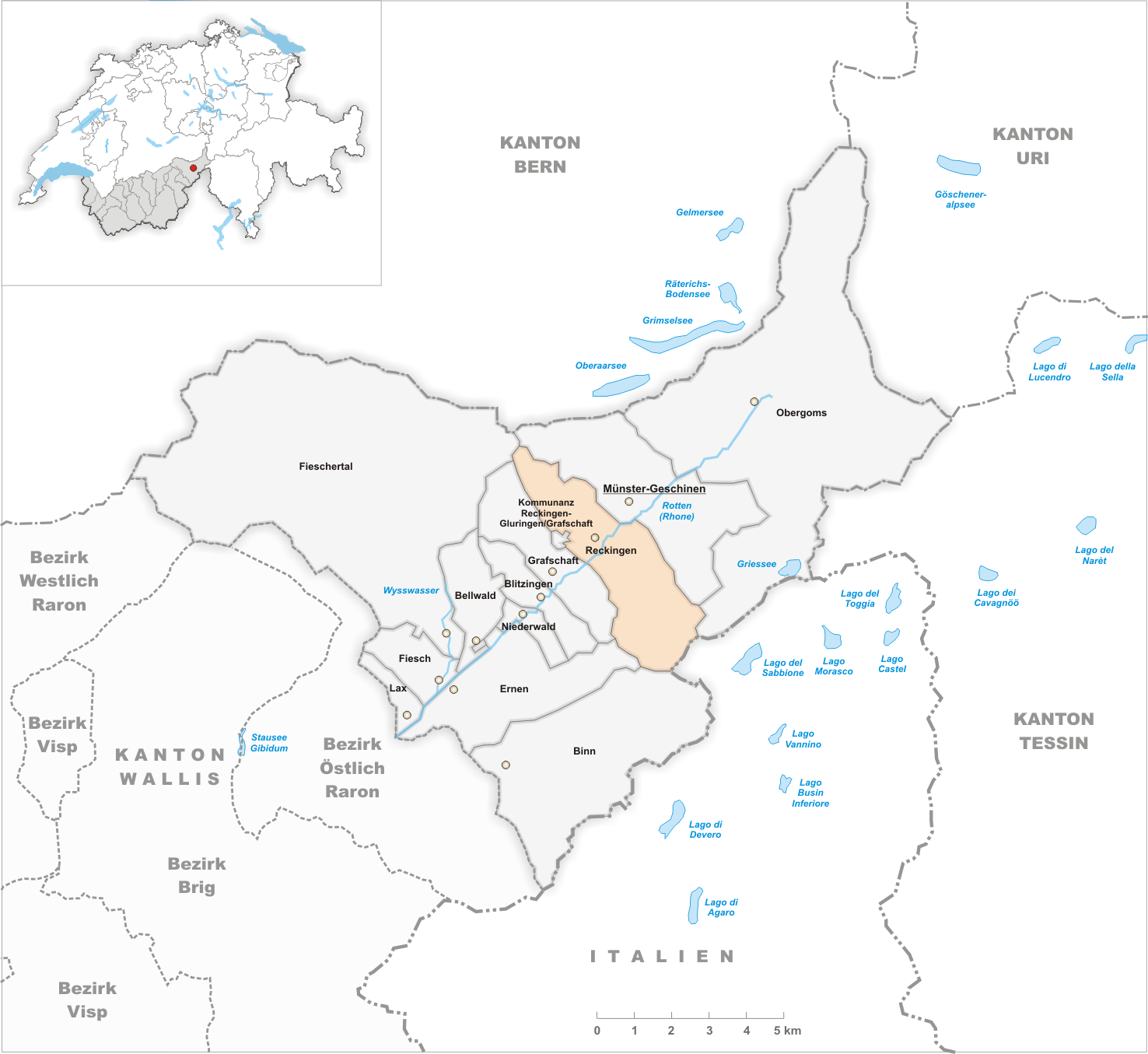
Gemeindestand vor der Fusion am 1. Januar 2017

Reckingen-Gluringen war bis am 31. Dezember 2016 eine Munizipalgemeinde des Bezirks Goms im deutschsprachigen Teil des Schweizer Kantons Wallis. 
Die Gemeinde entstand 2004 aus der Fusion der beiden vormaligen Munizipalgemeinden Reckingen und Gluringen. Am 1. Januar 2017 fusionierte sie mit den Gemeinden Blitzingen, Grafschaft, Münster-Geschinen und Niederwald zur neuen Gemeinde Goms.

Luftbild (1949)

## Bevölkerung
| Bevölkerungsentwicklung | Bevölkerungsentwicklung | Bevölkerungsentwicklung |
| ----------------------- | ----------------------- | ----------------------- |
| Jahr                    | 2005                    | 2016                    |
| Einwohner               | 520                     | 436                     |

## Gemeindepräsidenten
| Amtszeit  | Name           | Partei |
| --------- | -------------- | ------ |
| 2005–2008 | Rolf Blatter   | –      |
| 2009–2016 | Norbert Carlen | –      |

## Persönlichkeiten
- Joseph Biner (1697–1766), Theologe, Jesuit und Kanonist
- Armin Walpen, Generaldirektor SRG SSR idée suisse
- Patricia Jost, Biathletin